# Jamie Bamber
Jamie Bamber St John Griffith (Hammersmith, 3 de abril de 1973) é um ator britânico, conhecido profissionalmente como Jamie Bamber. Interpretou Jack Foley na premiada série da HBO Band of Brothers.

## Início da vida
Bamber nasceu em Hammersmith, Londres. Sua mãe, Elizabeth, era irlandesa e seu pai, Ralph, americano. Ele tem cidadania americana através de seu pai.

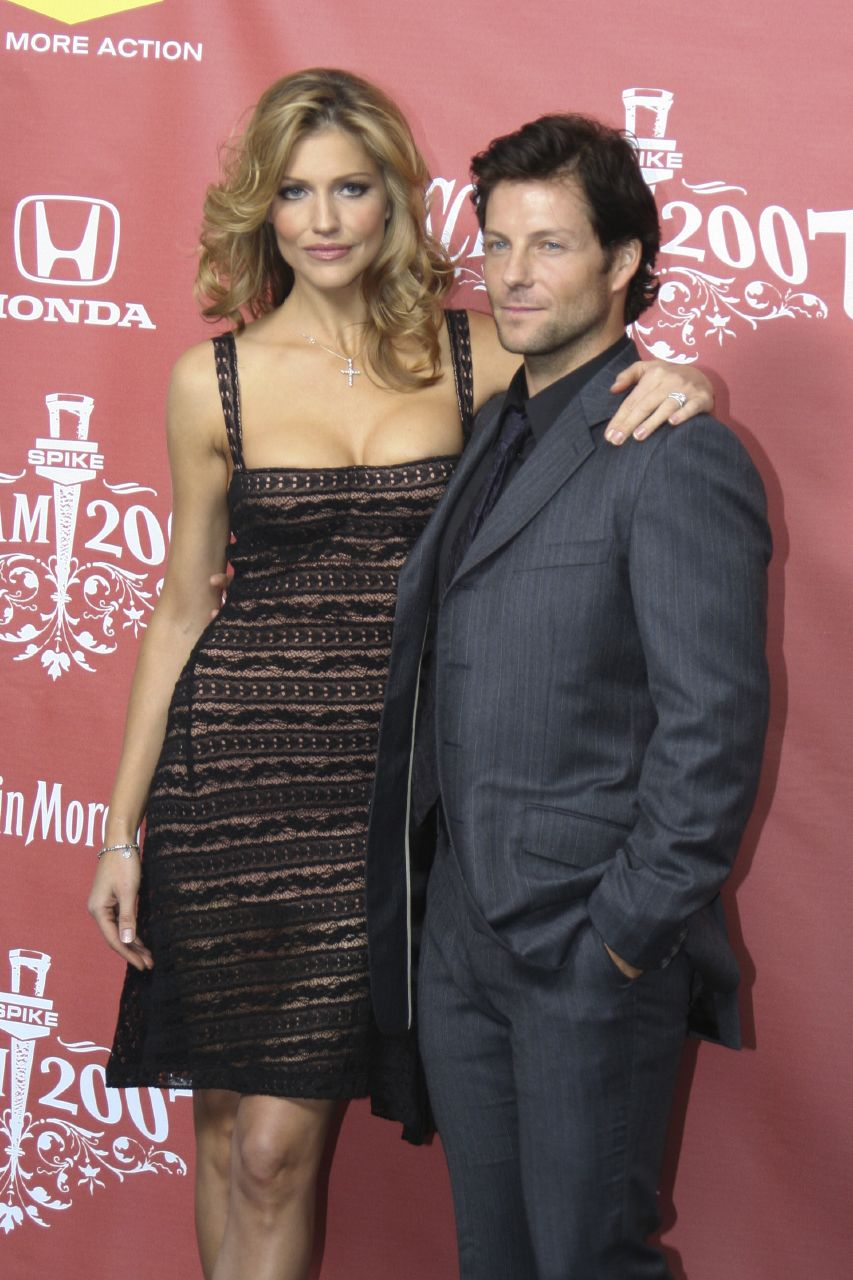
Bamber e colega de trabalho em Battlestar Galactica, Tricia Helfer.

## Battlestar Galactica
Em 2003, Bamber estrelou como Lee 'Apollo' Adama, um capitão da Frota Colonial, no remake de Battlestar Galactica.
No papel de Lee Adama, Bamber fala com um sotaque americano. Ele também escureceu o cabelo em um esforço para se parecer mais com Edward James Olmos, que interpreta o pai de seu personagem. Reciprocamente, Olmos usa lentes de contato com íris azul para combinar com os olhos de Bamber.

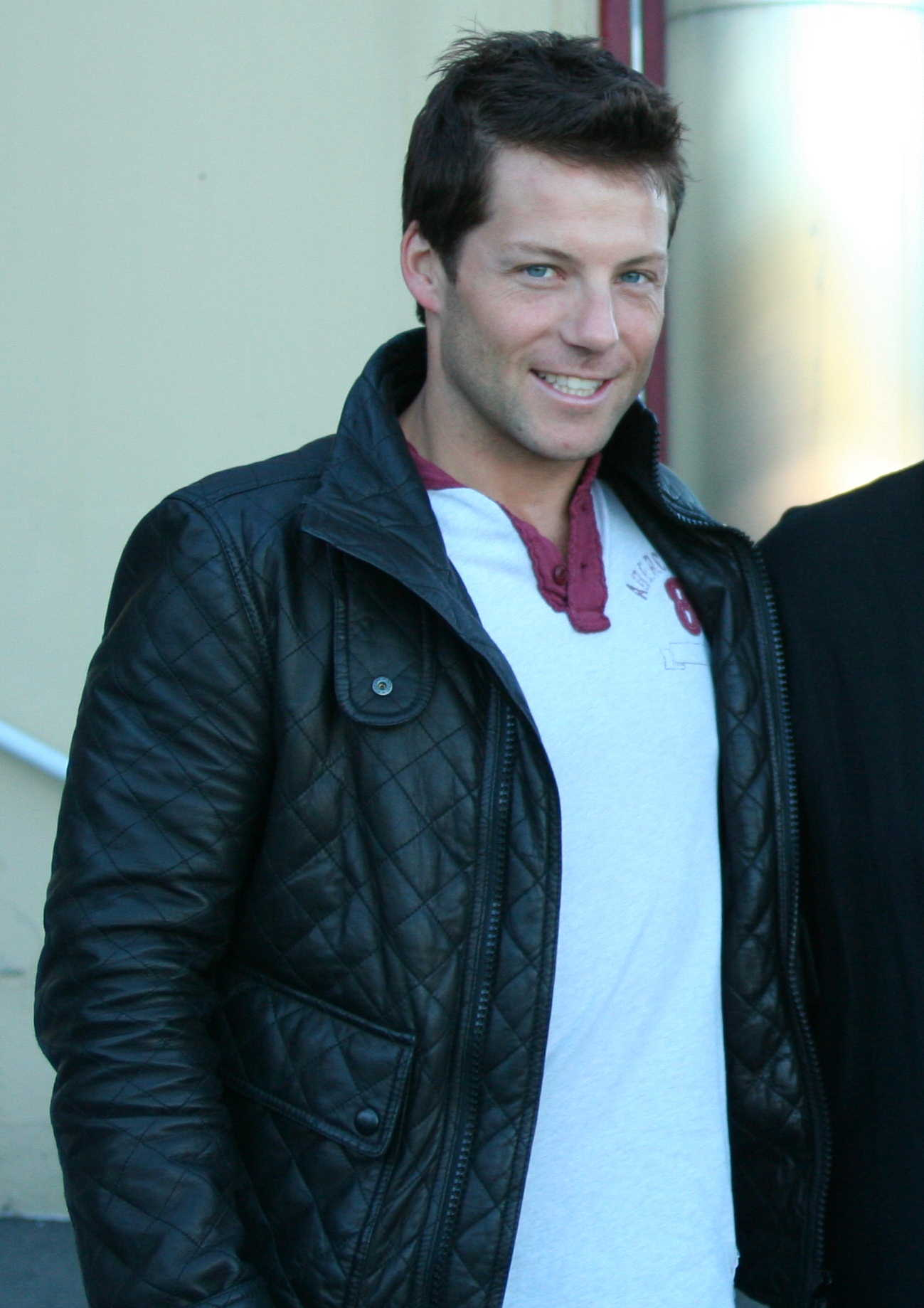
Bamber em 2006.

## Outros trabalhos
Bamber teve também papéis no teatro. Em 2005 ele recebeu boas críticas por sua performance como Mefistófeles em Dr. Faustus. Além disso, ele atuou no rádio, desempenhando papéis importantes, como o Sebastian Flyte em Brideshead Revisited e Philip em Where Angels Fear to Tread para Radio BBC. Ele também desempenhou o papel de protagonista em 2008 do filme Pulse 2: Afterlife.
Ele atualmente estrela a nova série da ITV, Law & Order: UK, como o sargento Matt Devlin.
Ele fez participações na estreia da segunda temporada de Dollhouse, onde seu personagem é casado com Echo, interpretada por Eliza Dushku, durante uma de suas missões.
Em 2014 passou a ter um papel recorrente na série NCIS como Jake Malloy, marido da Agente Ellie Bishop, interpretada por Emily Wickersham.

## Vida pessoal
Bamber casou com a atriz Kerry Norton, em setembro de 2003. Eles têm três filhas: Isla Elizabeth Angela Griffith e os gêmeos Darcy e Ava.
Kerry Norton fez várias aparições como a paramédica Layne Ishay em Battlestar Galactica. (Ao contrário de Bamber, seu personagem mantém seu sotaque nativo). Jamie Bamber tem cinco irmãos e uma irmã, incluindo Anastasia Griffith, que é atriz.
Bamber apareceu em um anúncio para a PETA opondo-se à matança de ursos pretos canadenses por causa de sua pele.
Bamber é fã do Tottenham Hotspur FC.